# Stanisław Partyła
Stanisław Piotr Partyła (ur. 17 kwietnia 1945 w Pleszowie, zm. 6 lipca 2004) – polski polityk, poseł na Sejm PRL IX kadencji.

## Życiorys
W 1968 ukończył prawo na Uniwersytecie Jagiellońskim i został pracownikiem aparatu politycznego Zjednoczonego Stronnictwa Ludowego, do którego należał od 1965. Był instruktorem i sekretarzem we władzach partii na różnym szczeblu, dochodząc w 1980 do stanowiska prezesa Wojewódzkiego Komitetu w Tarnowie. Został też przewodniczącym WK Narodowego Funduszu Ochrony Zdrowia. Był wiceprzewodniczącym Zarządu Wojewódzkiego Towarzystwa Przyjaźni Polsko-Radzieckiej. W latach 1985–1989 pełnił mandat posła na Sejm PRL IX kadencji w okręgu Tarnów z ramienia ZSL, zasiadając w Komisji Prac Ustawodawczych, Komisji Nadzwyczajnej do rozpatrzenia projektów ustaw związanych z realizacją drugiego etapu reformy gospodarczej, Komisji Nadzwyczajnej do kontroli wdrażania programu realizacyjnego drugiego etapu reformy gospodarczej oraz w Komisji Nadzwyczajnej do rozpatrzenia projektu ustawy o zmianie Konstytucji Polskiej Rzeczypospolitej Ludowej. W okresie III RP nadal działacz NFOZ.
Pochowany na cmentarzu Prądnik Czerwony w Krakowie.